# Turismo de Niterói

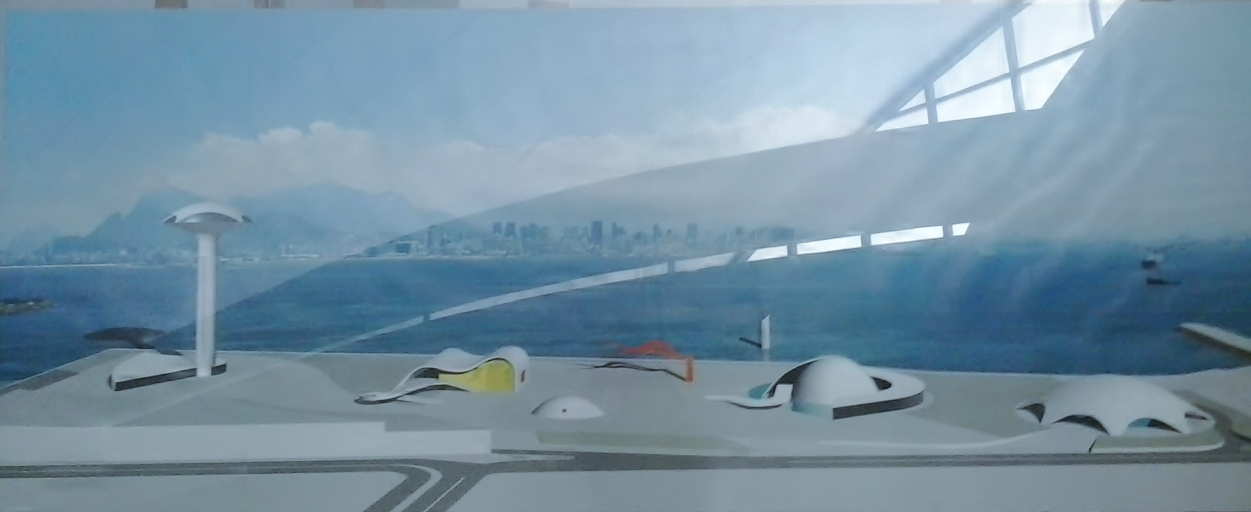
Caminho Niemeyer

O turismo de Niterói possui inúmeras atrações turísticas voltadas à natureza, história e cultura da cidade de Niterói, no estado do Rio de Janeiro, no Brasil. A cidade de Niterói é o terceiro destino turístico do Rio de Janeiro, somente atrás da Cidade do Rio de Janeiro e do balneário de Búzios. Segundo a Niterói - Empresa de Lazer e Turismo S/A (Neltur), na Copa do Mundo de 2014, Niterói recebeu 119 064 turistas, que geraram um impacto direto na economia da cidade de aproximadamente 86,9 milhões de reais.
Niterói possui um gigantesco complexo natural, que atrai muitos visitantes e compõe o turismo niteroiense. Um rico patrimônio histórico-cultural com museus, igrejas, teatros, arte em vários estilos, hábitos e costumes. A arquitetura apresenta beleza estética e importância histórica. Com um dos mais importantes conjuntos de fortes e fortalezas do Brasil, exibe arquitetura e paisagem marcantes, em um cenário que revive um importante pedaço da história do Brasil.

## Pontos naturais e parques
Niterói possui 11 quilômetros de praias, entre as quais se destacam Camboinhas, Itacoatiara, Piratininga, Itaipu e Sossego, todas na Região Oceânica, e Icaraí, São Francisco e Charitas, na Baía de Guanabara. Entre as belezas naturais, vale ressaltar a Serra da Tiririca, reserva de Mata Atlântica, paraíso para os amantes de trilhas.

### Parques

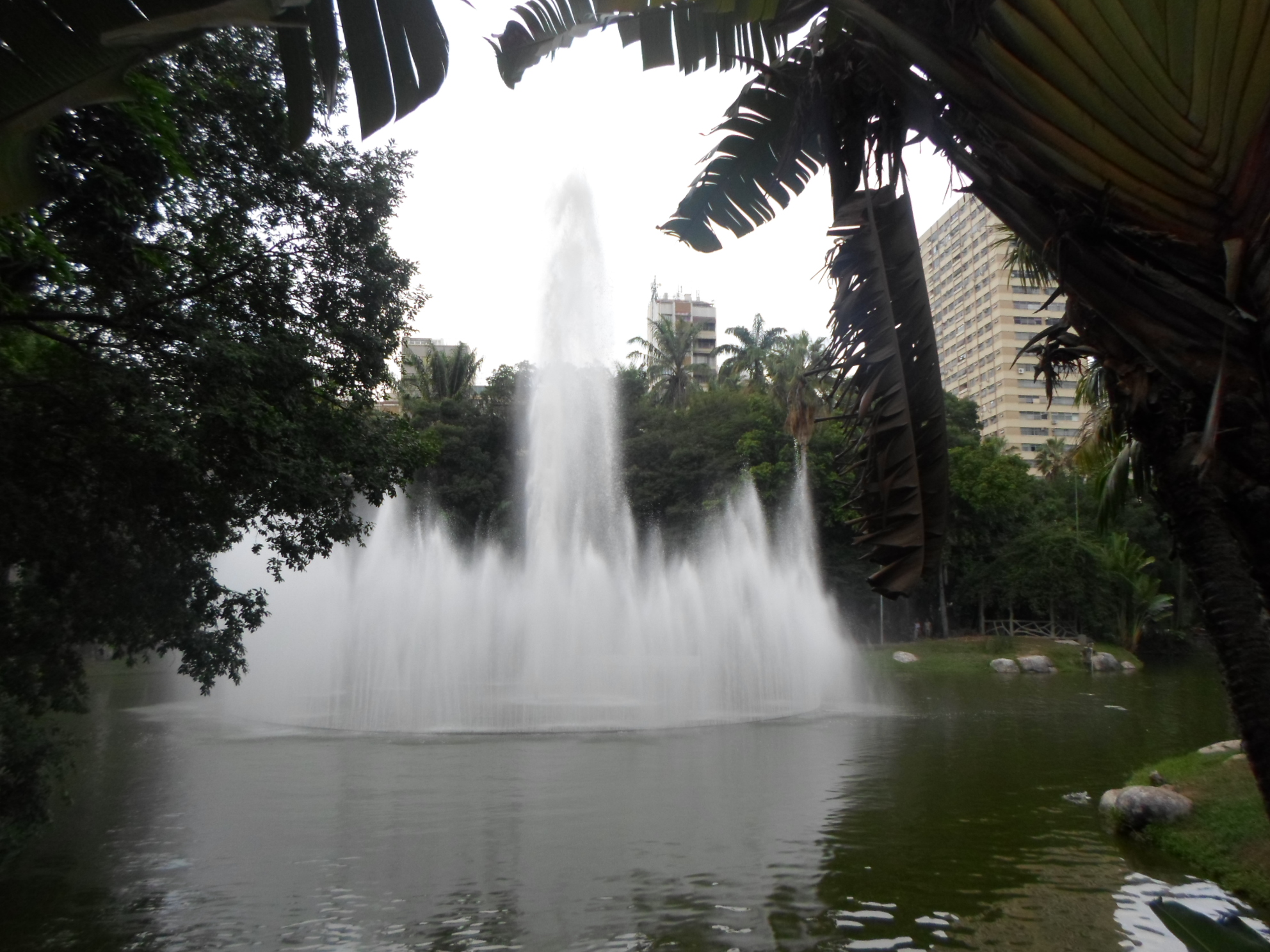
A fonte do Campo de São Bento, ou Parque Prefeito Ferraz.

- Campo de São Bento –  Área do Parque Prefeito Ferraz, nome oficial do Campo de São Bento, principal área verde de Icaraí, situa-se no coração do bairro. Abriga um pequeno parque de diversões e, nos finais de semana, uma grande feira de artesanato. Oferece inúmeras atrações, como retreta, encontros do Clube do Curió, exposições, lançamentos de livros, shows, cursos e apresentação de filmes e vídeos.
- Parque da Cidade de Niterói – Área de preservação ambiental do município, localizada no Morro da Viração, a uma altitude de 270 metros. Possui um mirante de onde é possível admirar as lagoas de Piratininga e Itaipu, as praias, os bairros e a Baía de Guanabara, assim como um belo panorama da cidade do Rio de Janeiro. No local, existem duas rampas para prática de voo livre.
- Parque Ecológico Darcy Ribeiro – Localizado entre o Engenho do Mato, Rio do Ouro, Pendotiba e a Serra do Cantagalo, o parque possui Mata Atlântica nativa, cachoeiras, lagos, grutas e cavernas.
- Parque Municipal Eduardo Travassos ou Parque das Águas – Homenageia seu idealizador, engenheiro Eduardo Travassos. A área revitalizada em parceria com a concessionária Águas de Niterói tem 32 mil metros quadrados e abriga o maior reservatório de água da cidade, com capacidade para 9 milhões de litros. A entrada é localizada pela Rua Vladimir Alves Machado, s/nº, Centro.
- Horto Botânico de Niterói ou Jardim Botânico de Niterói ou Horto do Fonseca – Localizado na Alameda São Boaventura no bairro do Fonseca. Com mais de um século de existência, o Horto conta com espécies de plantas e árvores como jatobás, jequitibás, jacarandás e sapucaias e também com espécies raras como o "pau mulato", só encontrado no Jardim Botânico do Rio de Janeiro e na Amazônia. Com área de 258 mil metros quadrados, recebe diariamente pessoas em busca de ar puro, contato com a natureza e tranquilidade para práticas esportivas e de lazer. Considerada uma ótima opção para os moradores do bairro que não podem contar com o calçadão das praias por conta da distância.
- Jardim Zoológico de Niterói – Administrado pela Fundação Jardim Zoológico de Niterói - ZooNit, é o estabelecimento de pesquisa, guarda e exibição pública de animais silvestres na cidade de Niterói, no bairro do Fonseca. Um dos principais pontos de visitação da cidade e referência no tratamento e reabilitação de animais. Está instalado em anexo do Horto do Fonseca.

### Paisagens naturais

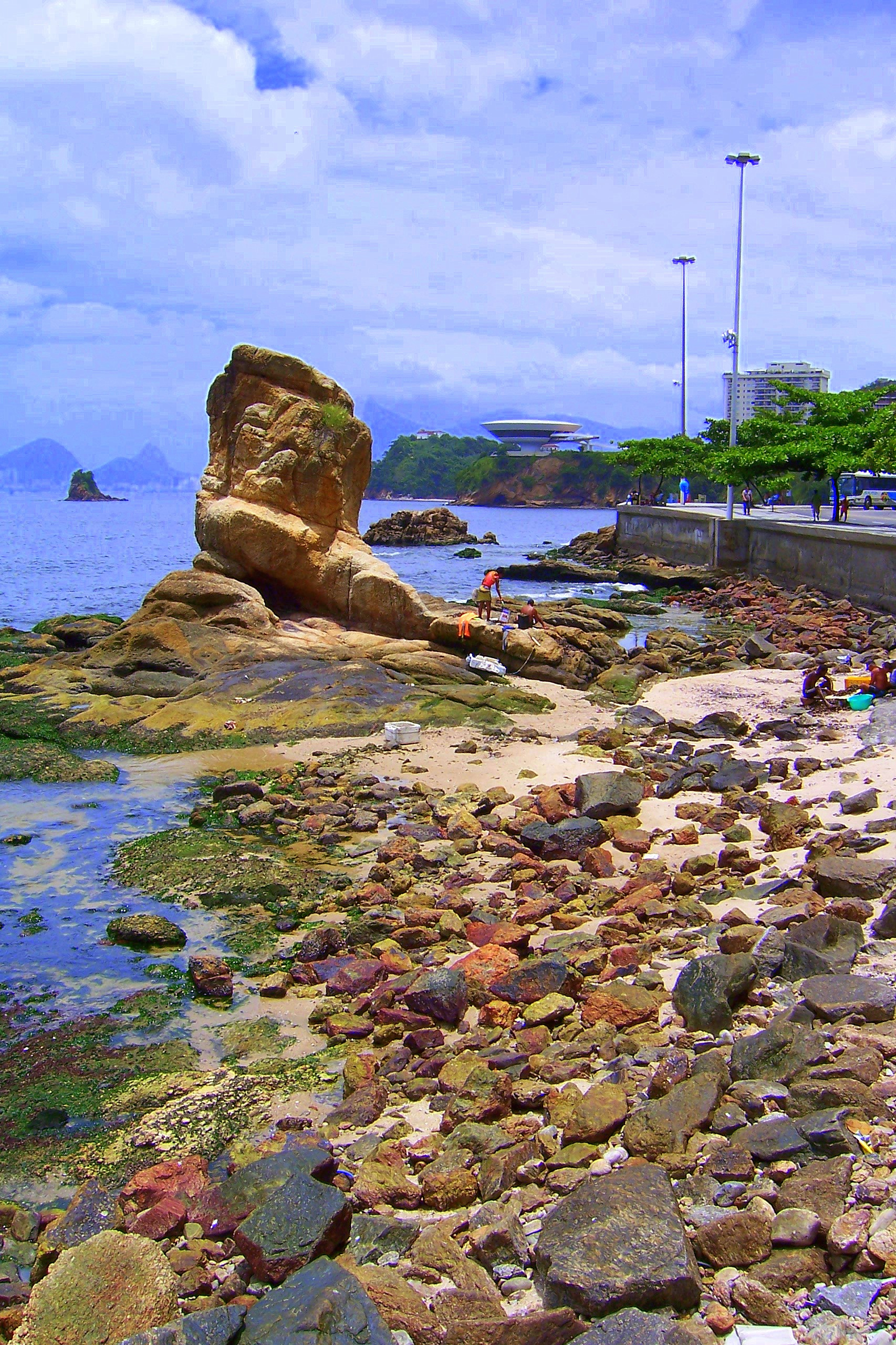
Pedra de Itapuca

- Duna Grande de Itaipu – São 100 000 metros quadrados de área com 30 metros de altura, totalmente coberto de areia, sendo identificado como jazida arqueológica pela presença de restos ósseos, lascas de quartzo e instrumento de povos antigos.
- Pedra de Itapuca – Monumento de formação rochosa que se localiza entre as praias de Icaraí e das Flechas, respectivamente praias dos bairros de Icaraí e Ingá.
- Ilha da Boa Viagem – Relevo bastante erodido, com pequenas grutas e coberta de vegetação, tem excelente localização em relação à entrada da Baía de Guanabara. É um ponto de onde se avistam todas as embarcações que chegam ou saem da baía. O seu sítio é um dos principais monumentos da história de Niterói, por suas edificações e caminhos escavados na pedra. Na ilha, o sacro e o profano, a religião e a guerra, sempre conviveram. Como conviveram em todo processo de expansão marítima e colonização - a Igreja, o Fortim, e a Escola de Aprendizes Marinheiros (1840 a 1846). Até mesmo um lazareto, local para abrigo de tripulações em quarentena, cogitou-se construir no local.
- Lagoa de Itaipu – Lagoa de água salgada localizada no distrito de Itaipu, que capta a água proveniente dos morros ao redor.  A lagoa se liga ao mar através do Canal de Itaipu, que foi construído em 1979.
- Lagoa de Piratininga – Lagoa de água salgada localizada no bairro de Piratininga e Cafubá. A lagoa se liga à lagoa de Itaipu por meio do Canal do Camboatá, aberto pelo Departamento Nacional de Obras de Saneamento em 1946.
- Pedra do Índio – Monumento natural de formação rochosa que se localiza na Praia de Icaraí, do município de Niterói, estado do Rio de Janeiro. A pedra é um ponto ótimo para pescadores locais e apreciadores da Praia e do resto da Baía de Guanabara.
- Serra da Tiririca – Serra divisora de águas da bacia do sistema lagunar de Piratininga e Itaipu, é o limite natural entre os municípios de Niterói, São Gonçalo e Maricá, apresentando uma cobertura florestal de Mata Atlântica em boas condições. É uma área de preservação permanente. Nas baixadas, onde as florestas continham madeiras valiosas como o vinhático e o pau-brasil, ainda podem ser encontradas, nas matas dos morros da região, plantas importantes da flora de Mata Atlântica.

### Praias

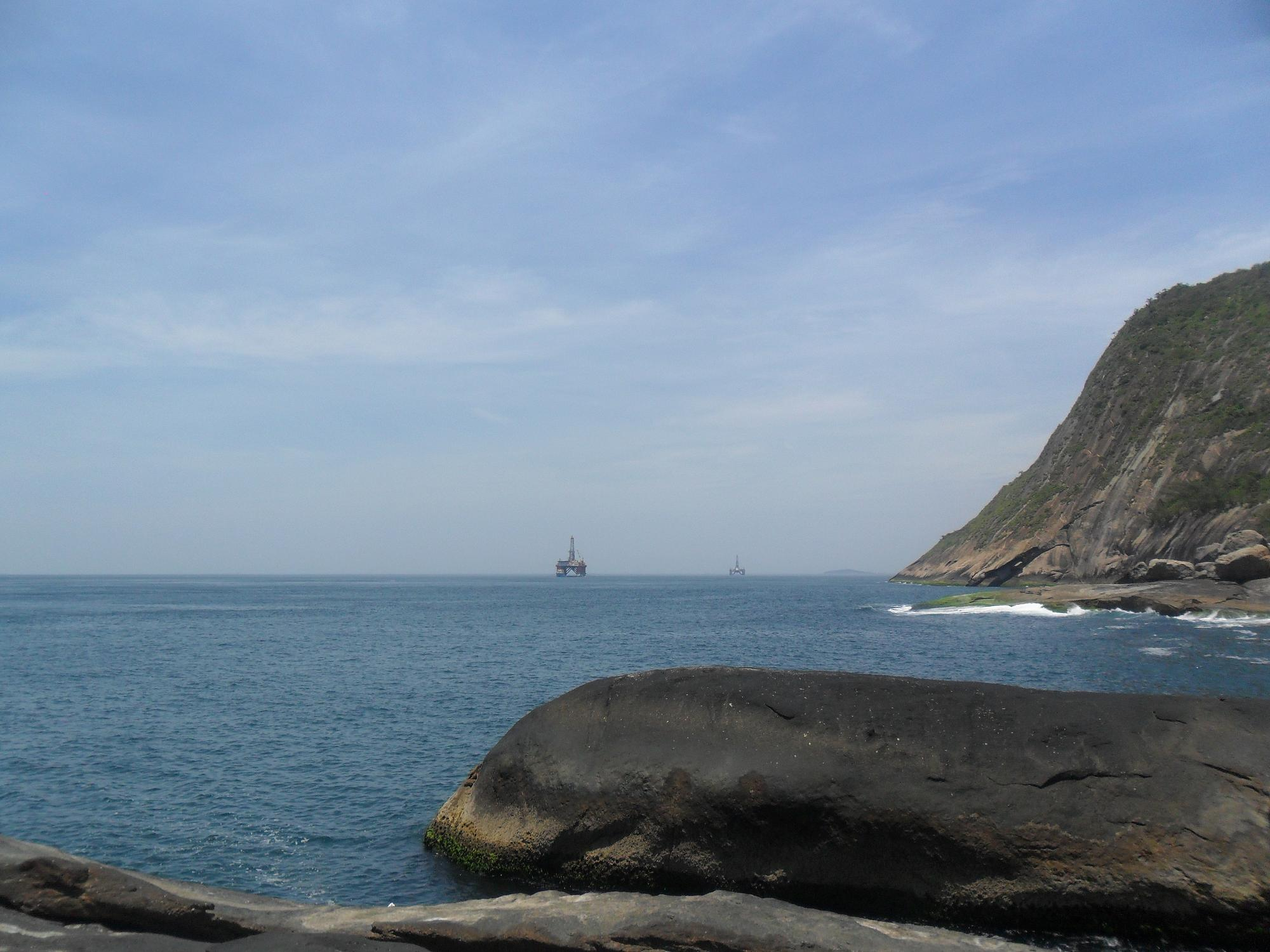
Praia de Itacoatiara

- Praia de Icaraí – Palco dos maiores eventos promovidos na cidade, com 120 metros de extensão, mantém espaço para diversos esportes e possui um calçadão procurado por todos para passeios, caminhadas ou apenas admirar a vista panorâmica, onde se avista a Fortaleza de Santa Cruz da Barra, o Museu de Arte Contemporânea de Niterói, o Pão de Açúcar e o Corcovado.
- Praia de Camboinhas – Suas águas são transparentes e esverdeadas. Com areias claras e finas, é uma extensão da Praia de Itaipu. Sua orla é repleta de quiosques especializados em frutos do mar, servidos à beira-mar. Seu nome reporta-se ao encalhe de um navio com o mesmo nome.
- Praia de Itacoatiara – Com cerca de 700 metros de extensão, é considerada o paraíso dos surfistas por suas ondas. Mas existe também um recanto para pessoas de não gostam de ondas, chamado Prainha, de águas sempre calmas. Suas águas são claras e uma vegetação de restinga domina toda a extensão de suas areias. É uma praia que oferece grande riqueza de paisagem.
- Praia de Piratininga – É porta de entrada da região oceânica de Niterói e também a maior praia desta região, sendo na verdade, formada pela união de duas outras praias. As praias conhecidas como Praião, trecho mais extenso e com ondas mais fortes, e Prainha, de menor extensão e com mar calmo, se unem para formar a praia de Piratininga, com um total de 2,7 quilômetros de extensão.
- Praia de Itaipu – É a única praia oceânica de Niterói que apresenta águas sempre calmas. É uma das áreas mais antigas da cidade, com sua colônia de pescadores, uma igreja do início do século XVIII, o Museu Socioambiental de Itaipu, contrastando com as modernas casas de veraneio. O canal de ligação da laguna com o oceano é o limite natural entre as praias de Itaipu e Camboinhas.
- Praia do Sossego – Localizada entre Piratininga e Camboinhas, é de difícil acesso para pedestres. Tendo uma pequena extensão, é bastante frequentada pelos que vêm pelo mar em lanchas e iates, pois sua trilha não é muito conhecida.
- Praia de São Francisco – Suas águas são calmas, com areia clara e fina. Localiza-se numa área residencial. Conta com calçadão em toda a orla usado para passeios, jogging e ciclismo. É ideal também para a prática de esportes a vela.
- Praia de Charitas – Com uma extensa faixa de areia, a Praia de Charitas se localiza na zona sul da cidade, logo em seguida à Praia de São Francisco.

## Pontos e conjuntos culturais

### Museus

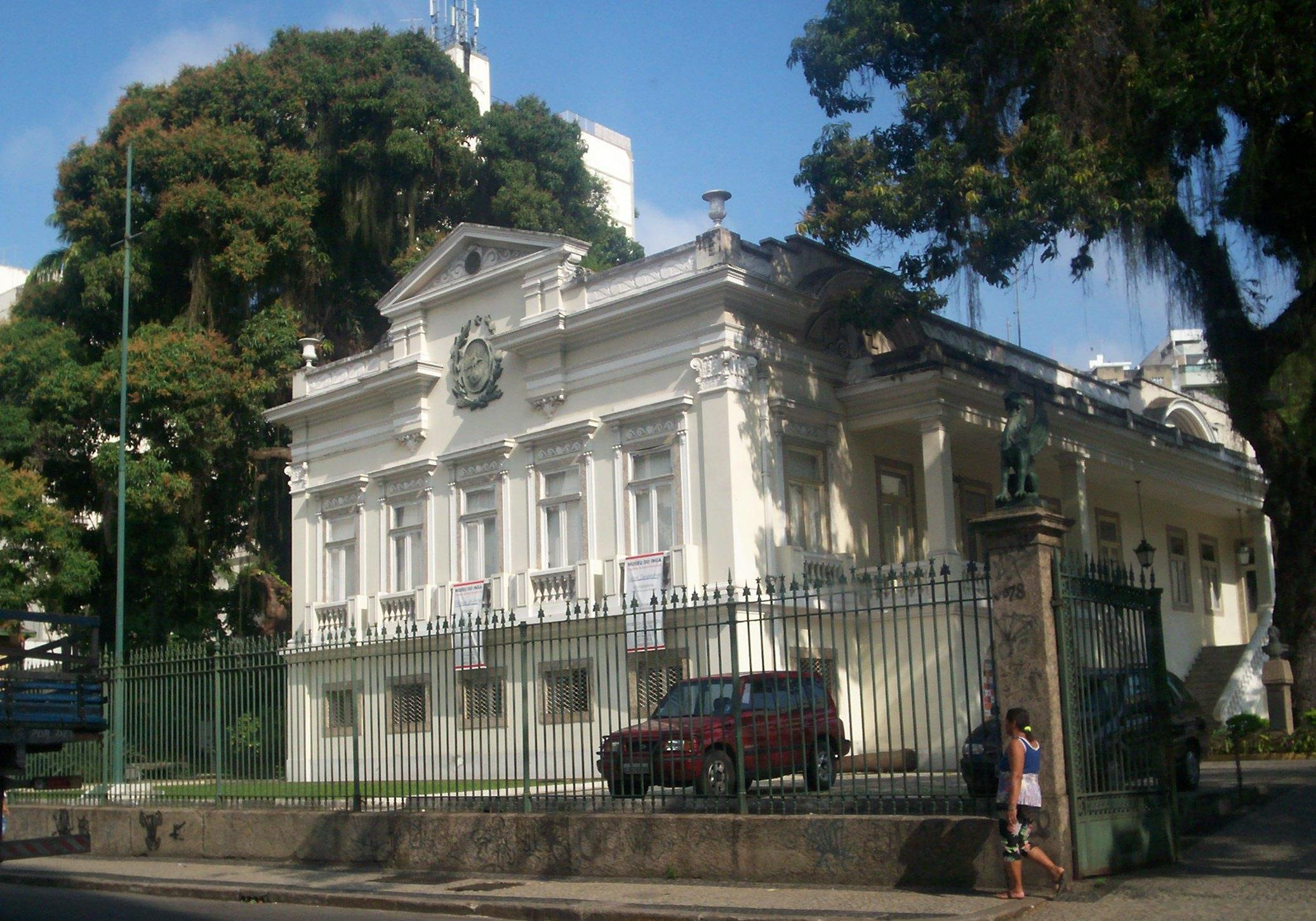
Museu do Ingá

- Museu de Arqueologia de Itaipu – Instalado nas ruínas do recolhimento de Santa Tereza, o museu é de grande importância ao acervo arqueológico do Brasil.
- Museu de Arte Contemporânea de Niterói – Projetado pelo arquiteto Oscar Niemeyer, é por si só uma obra de arte em harmonia com o panorama da Baía de Guanabara. Inaugurado em setembro de 1996, o museu abriga diversas coleções de artes e esculturas, além de outras expressões artísticas.
- Solar do Jambeiro – Sobrado recém-restaurado, construído em 1872, de arquitetura portuguesa, com fachada totalmente revestida de azulejos e beirais constituídos por talhões de louça. Sua arquitetura é um marco no estilo colonial, e o casarão abriga diversas exposições e produções culturais de Niterói.
- Museu de História e Artes do Estado do Rio de Janeiro (MHAERJ) ou Museu do Ingá – Abrigado no antigo Palácio Nilo Peçanha (também chamado Palácio do Ingá), outrora sede do governo do Estado do Rio de Janeiro antes da fusão com o Estado da Guanabara. Abriga acervo histórico, artístico e de arte popular, além de centro de memória e referência da política fluminense, e ateliê e cursos de artes plásticas.
- Museu Antônio Parreiras (MAP) – É um museu brasileiro dedicado à preservação da memória e da obra de Antônio Parreiras (1860-1937), um dos maiores pintores brasileiros.
- Museu de Arte Sacra de Niterói – É um museu mantido com o acervo de arte sacra da Arquidiocese de Niterói, situado no salão nobre da Igreja Nossa Senhora da Conceição, Rua da Conceição.

### Equipamentos culturais

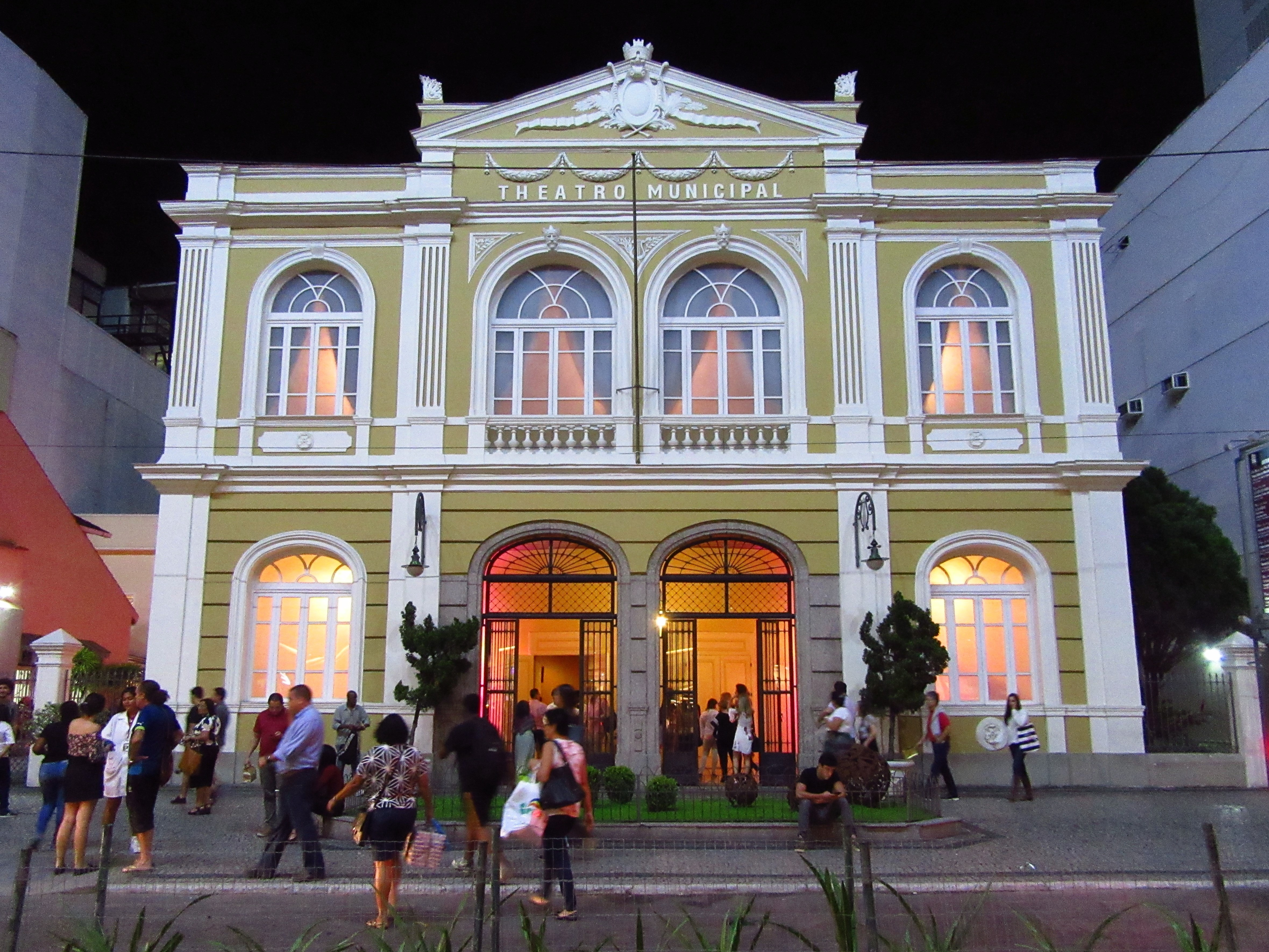
Teatro Municipal de Niterói

- Centro Cultural Abrigo dos Bondes - Espaço Antônio Callado – Localizado no centro de Niterói, instalado num antigo abrigo de bondes. O nome duplo, além de fazer referência à história do imóvel e homenageia o escritor niteroiense Antônio Calado.
- Centro de Artes UFF – Centro cultural organizado e mantido pela Universidade Federal Fluminense, localizado no prédio da Reitoria da UFF, bairro de Icaraí, formando o mais completo centro cultural da cidade, reunindo Galeria de Arte UFF (galeria de artes plásticas), Espaço UFF de Fotografia (galeria de fotografia), Espaço Aberto UFF (instalações e workshops), Cine Arte UFF (sala de cinema) e o Teatro da UFF (teatro, dança e música).
- Teatro Municipal de Niterói ou Teatro Municipal João Caetano – Teatro totalmente restaurado, é citado pelos historiadores como o marco de teatro brasileiro. Passou a chamar-se teatro João Caetano em homenagem ao grande ator que o explorou desde 1842 até sua morte em 1863. As pinturas interiores são de autoria de Thomas Driendl e o atual pano de boca foi criado pela paisagista e artista Burle Marx.
- Espaço Cultural Correios Niterói ou Palácio dos Correios ou simplesmente Prédio dos Correios de Niterói – Enorme edifício em estilo art noveau, inaugurado em 1914. Compõe-se o edifício de três pavimentos, possuindo dois torreões que ostentam cúpulas metálicas. Localiza-se na Avenida Visconde do Rio Branco, nº 481, Centro de Niterói, em frente a Estação das Barcas da Praça Arariboia. O prédio reformado e restaurado passou a abrigar 2014 um centro cultural dos correios.
- Biblioteca Estadual de Niterói – Foi inaugurada em 1935, quando Niterói era a capital do antigo Estado do Rio. O prédio em que se encontra a biblioteca é considerado um marco na arquitetura da região central de Niterói. Em estilo neoclássico, foi projetada pelo arquiteto ítalo-brasileiro Pietro Campofiorito. Integra o conjunto cívico da Praça da República.
- Palácio da Justiça – O edifício, em estilo eclético de tendência classicizante, com forte predominância do Renascimento italiano em sua fachada principal. Está ligado à urbanização da Praça Dom Pedro II, atual Praça da República, e à edificação de um conjunto de prédios públicos no seu entorno.

### Conjuntos culturais

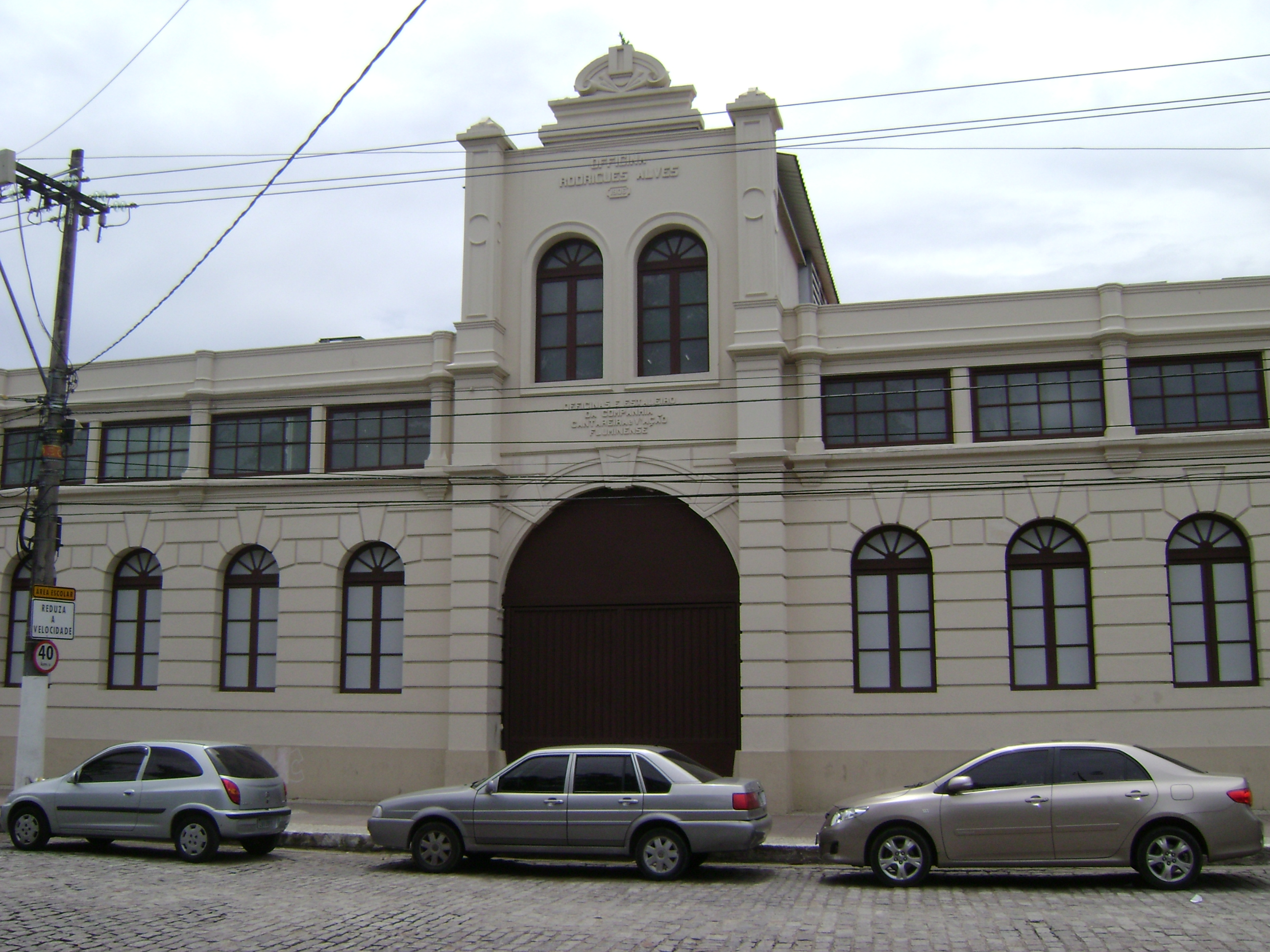
Estação Cantareira após a restauração.

- Caminho Niemeyer – Conjunto arquitetônico de equipamentos culturais ao longo da orla da cidade com belíssimas obras de Oscar Niemeyer, além do Museu de Arte Contemporânea de Niterói. Composto também pelo Teatro Popular de Niterói, o Memorial Roberto Silveira, a sede da Fundação Oscar Niemeyer e o Museu Petrobras de Cinema.
- Cantareira – Conjunto formado por um centro cultural, praça e ruas adjacentes no bairro de São Domingos com bares, restaurante e casario histórico que abriga atelieres de artes plásticas. O centro cultural Estação Cantareira é instalado na prédio em ruínas restaurada do antigo estaleiro da companhia Cantareira e estação das barcas de São Domingos, restaurado para funcionar como espaço cultural (atualmente fechado). A Praça Leoni Ramos, mais conhecida como Praça da Cantareira, onde há grande movimento em bares e restaurantes à noite. Shows, gastronomia, shopping e produção cultural se encontram neste conjunto histórico-cultural. A região é conhecida como a "Lapa de Niterói", por reunir estudantes universitários, professores, intelectuais, profissionais liberais e artistas.
- Jardim São João – Conjunto histórico formado por duas praças, casario histórico e prédios culturais, formado pela Catedral de São João, padroeiro da cidade, pelo Paço Municipal de Niterói, que abriga a Fundação de Educação de Niterói, pelo espaço cultural Casa de Norival de Freitas, pelo Conservatório de Música de Niterói e por intenso comércio popular.
- Praça da República – Conjunto formado por praça e pelos edifícios públicos de arquitetura eclética tombado pelo patrimônio histórico, construído para abrigar o centro cívico do antigo estado do Rio de Janeiro, hoje todos abrigam espaços culturais - composto atualmente pela Câmara Municipal de Niterói e seu arquivo histórico,

### Igrejas históricas

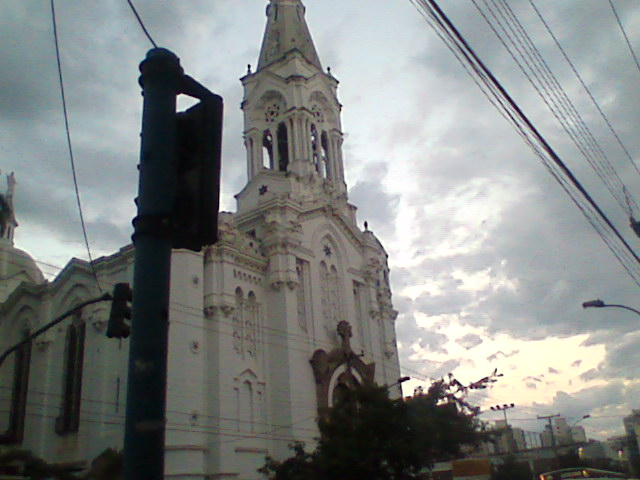
Vista frontal da Basílica de Nossa Senhora Auxiliadora a partir da Rua Santa Rosa.

As igrejas são um capítulo à parte do turismo em Niterói. As construções, datadas dos séculos XVI e XVII, merecem atenção especial dos visitantes. Entre os destaques, estão:
- Basílica de Nossa Senhora Auxiliadora – Misturando o estilo gótico com o árabe, a Basílica destaca-se pela volumetria da fachada principal. Abriga o maior órgão de tubos da América Latina e o quinto maior do mundo.
- Capela de Santa Bárbara – Remonta ao início do século XVII, tendo sido concluída em 1612. Assenta-se sobre a rocha viva, em posição dominante sobre a ponta de Santa Cruz, onde se erguia a bateria de Nossa Senhora da Guia, atualmente à esquerda de quem entra na Fortaleza de Santa Cruz.
- Igreja São Lourenço dos Índios – Igreja do século XIX, destaca-se por sua grande volumetria. O seu interior é amplamente decorado. O altar-mor tem colunas salomônicas ladeando o nicho, onde se encontra a imagem de São Lourenço, vinda de Portugal em 1897.
- Nossa Senhora da Boa Viagem – Erguida em meados do século XVII. De estilo colonial, guarda, no altar principal, a imagem de Nossa Senhora da Boa Viagem. Próximo à igreja, encontram-se as ruínas do Forte da Boa Viagem e todo o Patrimônio Histórico Cultural da Ilha de Boa Viagem.
- Catedral São João Batista – De estilo colonial tardio, a Catedral foi inaugurada em 1854, com a presença do Imperador Dom Pedro I. Foi decorada internamente pelo artista italiano Colossi em 1929. A Catedral tem um grandioso órgão musical inaugurado solenemente em 1947. No altar-mor, encontra-se a imagem de São João Batista, o padroeiro de Niterói.
- Nossa Senhora da Conceição da Cidade – Com terras doadas pelos herdeiros de Arariboia, foi matriz por um longo período, durante o qual abrigou a imagem de São João Batista, padroeiro da Cidade, atualmente exposta na Catedral. Nela, celebrou-se o Te Deum comemorativo da criação da Vila Real da Praia Grande, a atual Niterói. Nele, funciona, ainda, o Museu de Arte Sacra de Niterói.
- Igreja Porciúncula de Sant'Ana – Foi inaugurada em 1961, com uma solene missa de Sagração celebrada por Dom Antônio de Almeida Júnior. A Igreja tem duas padroeiras, Santa Ana e Nossa Senhora dos Anjos. No dia 12 de junho, a Igreja promove a tradicional festa em homenagem à Santo Antônio.
- Igreja São Pedro dos Pescadores – Uma relíquia situada na Colônia de Pescadores em Jurujuba. No dia 29 de junho, é realizada uma grande festa em homenagem a São Pedro, padroeiro dos pescadores, com missas, diversas barracas de quitutes e a famosa Procissão de Barcos. A Igreja era uma modesta capelinha até ser substituída, em 1947, por outra construção mais ampla feita de pedra, cal e óleo de baleia.

### Fortes e fortalezas

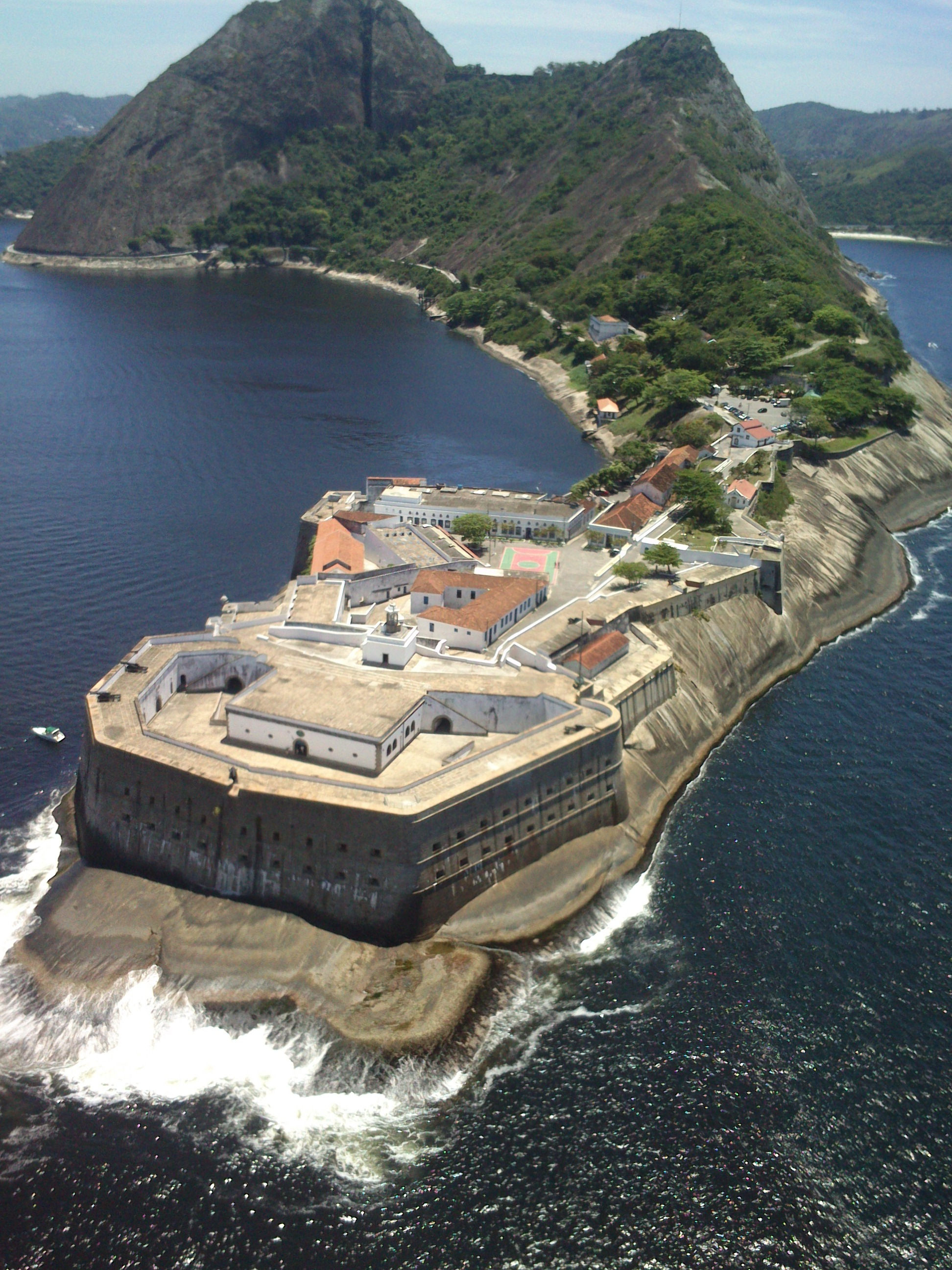
Fortaleza de Santa Cruz

Aqueles que procuram um passeio que une a história do país a belezas naturais e arquitetônicas incríveis, fortificações militares e paisagens deslumbrantes, Niterói supera todas as expectativas, pois abriga o maior complexo de Fortes da América Latina. Em 2012, a paisagem da cidade do Rio de Janeiro ganhou o título de Patrimônio Mundial, concedido pela Unesco, incorporando o complexo de fortes de Niterói da entrada da Baía de Guanabara.
- Bateria de Nossa Senhora da Boa Viagem – Conhecida como Forte da Boa Viagem ou Fortim da Boa Viagem, localiza-se na ilha de mesmo nome, no interior da baía da Guanabara, cerca de 1,5 quilômetros ao sul do centro histórico de Niterói, no estado do Rio de Janeiro, no Brasil.
- Fortaleza de Santa Cruz – Foi a primeira fortaleza erguida em volta da Baía de Guanabara. Sua origem data de 1555. Veio recebendo melhorias em diversas épocas até a construção que se vê atualmente, que data de 1807, sendo composta de 41 casamatas, distribuídas em dois andares e onde podem ser vistos canhões seculares. Pode ser vista também a Capela de Santa Bárbara, em estilo colonial, que abriga, no seu interior, uma imagem de tamanho natural em madeira maciça e ornada de pedras preciosas, o relógio de sol de 1820 construído em mármore, prisões colônias, pontos de tortura, o local de fuzilamento e um antigo paiol.
- Forte Rio Branco e Forte Imbuí – Suas construções, em cantarias de pedras e cimentadas com óleo de baleia, cal de conchas e mariscos, iniciaram-se no século XIX. Juntos eles constituem um complexo que reúne uma série de atrações para os turistas ao lado das belezas naturais.
- Forte de São Luís – Construído no século XVIII, no alto do Morro do Pico. Sua muralha de pedra, com um grande portão de entrada, faz, do forte, uma das áreas mais visitadas do Rio de Janeiro.
- Forte do Pico – Encontra-se a 230 metros de altitude, no Morro do Pico. Sua construção foi concluída só no início do século XX. Conta com antigos obuseiros de 280 milímetros, importados da Alemanha. Do alto do pico, avista-se, de um lado, a Fortaleza de Santa Cruz, o Morro da Urca, a Baía de Guanabara, e toda a cidade do Rio de Janeiro. Do outro lado, a enseada de Charitas e São Francisco, o Forte Imbuí e uma visão deslumbrante do Oceano Atlântico.
- Forte Gragoatá – As primeiras baterias datam de 1600, entretanto, a construção vista atualmente é do século XVIII. O nome Gragoatá vem de uma planta abundante no morro ao lado do Forte que se chama gravatá, da família das bromeliáceas.